# Französische Mannschaftsmeisterschaft im Schach
Die französische Mannschaftsmeisterschaft im Schach (französisch Le championnat de France d’échecs des clubs) ist eine Schachveranstaltung, die jährlich von dem französischen Schachbund organisiert wird. Die besten Teams sind für die nächste Europameisterschaft der Vereine (European Club Cup) qualifiziert.

## Geschichte
Die erste französische Mannschaftsmeisterschaft fand im Jahre 1980 auf Initiative des Straßburger Schachvereins statt. Die ersten fünf Ausgaben wurden vom elsässischen Team gewonnen. Nachdem die anderen Mannschaften begannen Profi-Spieler zu verpflichten, wendete sich das Blatt. In den folgenden Jahren konnte der CE Strasbourg an ehemalige Erfolge nicht anknüpfen. Mitte 1980er dominierte der Verein aus Clichy den Wettbewerb, dann wurde er von Lyon-Oyonnax Échecs von der Spitze verdrängt. Der Lyoner Verein, dem damals hervorragende Spieler wie Waleri Salow, Viswanathan Anand und Wladimir Kramnik angehörten, holte den Meistertitel sechs Mal nacheinander und gewann außerdem den European Club Cup 1993 und 1994. Doch dann verschlechterte sich die Finanzlage des Klubs dramatisch, was zum Abstieg aus der obersten Division führte. In den nächsten Jahren kämpften Clichy, Monaco und Auxerre mit wechselndem Erfolg um die Siegespalme. Dies änderte sich 2003, als der Pariser NAO Chess Club, gesponsert von der syrischen Geschäftsfrau Nahed Ojjeh, mehrere erstklassige Spieler engagieren konnte. Ähnlich wie bei Lyon-Oyonnax, kehrte NAO Chess von den vier darauffolgenden Meisterschaften mit dem Titel zurück und sammelte weitere Meriten mit dem Gewinn vom European Club Cup 2003 und 2004. Die Zusammenarbeit zwischen dem Pariser Verein und Nahed Ojjeh nahm sein Ende im Jahre 2006.

## Modus
Der Austragungsmodus der Meisterschaft wurde im Laufe der Jahre mehrmals überarbeitet. Mitte 1990er nahmen mehr als 500 Mannschaften am Wettbewerb teil, wobei die Teams aus Andorra und Monaco ebenfalls spielberechtigt waren. Sie wurden in vier Divisionen (Nationale I, II, III und IV) eingeteilt. Die oberste Division Nationale I (seit 2004 genannt Top 16) bestand aus 16 Teams à neun Spieler. Zwei Nicht-EU-Spieler pro Team wurden erlaubt. Gespielt wurde an drei Wochenenden in der höchsten Klasse und sonntags einmal im Monat in den restlichen Divisionen vom Oktober bis Mai. Für die Saison 2010/2011 wurden einige Änderungen vorgenommen: die Meisterschaft wurde als Rundenturnier mit zwölf (Top 12) statt wie bisher mit sechzehn Mannschaften à acht Spieler durchgeführt. Nach elf Runden stand der neue Meister fest. Seit 2022 nehmen wieder 16 Mannschaften teil.

## Bestplatzierte Mannschaften
| Jahr | Platz 1                                          | Platz 2                                          | Platz 3                                          |
| ---- | ------------------------------------------------ | ------------------------------------------------ | ------------------------------------------------ |
| 1980 | CE Strasbourg                                    |                                                  |                                                  |
| 1981 | CE Strasbourg                                    | Rouen                                            | Issy-les-Moulineaux                              |
| 1982 | CE Strasbourg                                    | Paris FDR                                        | Issy-les-Moulineaux                              |
| 1983 | CE Strasbourg                                    | Paris CMC                                        | Paris FDR                                        |
| 1984 | CE Strasbourg                                    | Montpellier                                      | Paris CMC                                        |
| 1985 | Clichy                                           | CE Strasbourg                                    | Paris CMC                                        |
| 1986 | Paris Caïssa                                     | Clichy                                           | Paris CMC                                        |
| 1987 | Clichy                                           | Cannes                                           | Paris CMC                                        |
| 1988 | Clichy                                           | CE Strasbourg                                    | Meudon                                           |
| 1989 | Clichy                                           | Cannes                                           | Meudon                                           |
| 1990 | Lyon-Oyonnax                                     | Cannes                                           | Clichy                                           |
| 1991 | Lyon-Oyonnax                                     | Clichy                                           | Cannes                                           |
| 1992 | Lyon-Oyonnax                                     | Clichy                                           | Auxerre                                          |
| 1993 | Lyon-Oyonnax                                     | Clichy                                           | Belfort                                          |
| 1994 | Lyon-Oyonnax                                     | Clichy                                           | Belfort                                          |
| 1995 | Lyon-Oyonnax                                     | Clichy                                           | Cannes                                           |
| 1996 | Clichy                                           | Cannes                                           | Auxerre                                          |
| 1997 | Clichy                                           | Auxerre                                          | Cannes                                           |
| 1998 | Auxerre                                          | Montpellier                                      | Clichy                                           |
| 1999 | Clichy                                           | Monaco                                           | Mulhouse                                         |
| 2000 | Clichy                                           | Montpellier                                      | Monaco                                           |
| 2001 | Monaco                                           | Cannes                                           | Clichy                                           |
| 2002 | Monaco                                           | Cannes                                           | Nice                                             |
| 2003 | Paris NAO                                        | Clichy                                           | Cannes                                           |
| 2004 | Paris NAO                                        | Monaco                                           | Cannes                                           |
| 2005 | Paris NAO                                        | Cannes                                           | Nice                                             |
| 2006 | Paris NAO                                        | Monaco                                           | Clichy                                           |
| 2007 | Clichy                                           | Cannes                                           | Paris Chess 15                                   |
| 2008 | Clichy                                           | Cannes                                           | Montpellier                                      |
| 2009 | Évry Grand Roque                                 | Clichy                                           | Chalons en Champagne                             |
| 2010 | Chalons en Champagne                             | Évry Grand Roque                                 | Marseille Echecs                                 |
| 2011 | Marseille Echecs                                 | Clichy                                           | Évry Grand Roque                                 |
| 2012 | Clichy                                           | Chalons en Champagne                             | Évry Grand Roque                                 |
| 2013 | Clichy                                           | Chalons en Champagne                             | Bischwiller                                      |
| 2014 | Clichy                                           | Bischwiller                                      | Mulhouse Philidor                                |
| 2015 | Bischwiller                                      | Clichy                                           | Bois-Colombes                                    |
| 2016 | Clichy                                           | Bischwiller                                      | Mulhouse Philidor                                |
| 2017 | Clichy                                           | Bischwiller                                      | Nice Alekhine                                    |
| 2018 | Bischwiller                                      | Clichy                                           | Bois-Colombes                                    |
| 2019 | Bischwiller                                      | Asnières                                         | Mulhouse Philidor                                |
| 2020 | nicht ausgespielt aufgrund der COVID-19-Pandemie | nicht ausgespielt aufgrund der COVID-19-Pandemie | nicht ausgespielt aufgrund der COVID-19-Pandemie |
| 2021 | Bischwiller                                      | Asnières                                         | Clichy                                           |
| 2022 | Bischwiller                                      | Asnières                                         | Clichy                                           |
| 2023 | Asnières                                         | Bischwiller                                      | C’Chartres Échecs                                |
| 2024 | C’Chartres Échecs                                | Bischwiller                                      | Asnières                                         |
| 2025 | C'Chartres Échecs                                | Asnières                                         | Aix-en-Provence                                  |

## Mannschaftsmeisterschaft der Frauen
Seit der Saison 2002/03 wird außerdem die französische Mannschaftsmeisterschaft der Frauen (französisch: Interclubs Féminins) für Viererteams ausgespielt. Während die ersten beiden Austragungen im k.-o.-System durchgeführt wurden, existiert seit der Saison 2004/05 ein Ligensystem mit Auf- und Abstieg. Bis 2006 trug die höchste Spielklasse die Bezeichnung Nationale I, seitdem heißt sie Top 12. Rekordmeister sind mit jeweils vier Titeln Clichy Echecs und Évry Grand Roque.

### Bestplatzierte Mannschaften
| Jahr | Platz 1                                          | Platz 2                                          | Platz 3                                          |
| ---- | ------------------------------------------------ | ------------------------------------------------ | ------------------------------------------------ |
| 2003 | Clichy Echecs                                    | Club de Cannes Echecs                            | Évry Grand Roque                                 |
| 2004 | Club de Cannes Echecs                            | Clichy Echecs                                    | Évry Grand Roque                                 |
| 2005 | Clichy Echecs                                    | Club de Vandœuvre-Echecs                         | Évry Grand Roque                                 |
| 2006 | Évry Grand Roque                                 | Club de Vandœuvre-Echecs                         | [ 5 ]                                            |
| 2007 | Clichy Echecs                                    | Club de Vandœuvre-Echecs                         | Club de Mulhouse Philidor                        |
| 2008 | Club de Bischwiller                              | Club de Vandœuvre-Echecs                         | Clichy Echecs                                    |
| 2009 | Clichy Echecs                                    | Club de C.E. de Bois-Colombes                    | Club de Vandœuvre-Echecs                         |
| 2010 | Évry Grand Roque                                 | Club de L'Echiquier Naujacais                    | Club de Mulhouse Philidor                        |
| 2011 | Évry Grand Roque                                 | Club de Cannes Echecs                            | Club de Echecs Club Montpellier                  |
| 2012 | Club de Vandœuvre-Echecs                         | Club d'Echecs d'Annemasse                        | Évry Grand Roque                                 |
| 2013 | Évry Grand Roque                                 | Club de Vandœuvre-Echecs                         | Club de La tour de Juvisy                        |
| 2014 | Club d'Echecs d'Annemasse                        | Club de Mulhouse Philidor                        | Club de Echecs Club Montpellier                  |
| 2015 | Club de Bischwiller                              | Club de Mulhouse Philidor                        | Clichy Echecs                                    |
| 2016 | Évry Grand Roque                                 | Club de Mulhouse Philidor                        | Club de Echecs Club Montpellier                  |
| 2017 | Club de Mulhouse Philidor                        | Évry Grand Roque                                 | C.E.M.C. Monaco                                  |
| 2018 | Clichy Echecs                                    | Club de Mulhouse Philidor                        | C.E.M.C. Monaco                                  |
| 2019 | C.E.M.C. Monaco                                  | Club de Bischwiller                              | Asnières - Le Grand Echiquier                    |
| 2020 | nicht ausgespielt aufgrund der COVID-19-Pandemie | nicht ausgespielt aufgrund der COVID-19-Pandemie | nicht ausgespielt aufgrund der COVID-19-Pandemie |
| 2021 | Club de Bischwiller                              | Asnières - Le Grand Echiquier                    | Club de Mulhouse Philidor                        |
| 2022 | Clichy Echecs                                    | Club de Mulhouse Philidor                        | Club de Bischwiller                              |